# Huosoma latiloba
Huosoma latiloba is een juffer uit de familie van de waterjuffers (Coenagrionidae).
De wetenschappelijke naam van de soort werd in 2008 gepubliceerd door Yu, Yang en Bu.